# CityAirbus
Dimensions
Le CityAirbus est le nom déposé d'un taxi volant électrique en milieu urbain. Cet aéronef électrique à décollage et atterrissage vertical est développé par Airbus Helicopters et Siemens, Le département qui a construit le moteur fait maintenant partie de Rolls-Royce Group.

## Histoire
Le CityAirbus élargit les initiatives déjà existantes de mobilité de vol d’Airbus dans la zone urbaine, qui également connues sous le terme de mobilité aérienne urbaine (UAM):
Skyways délivre des colis à partir du campus de l’ Université de Singapour à l’aide de véhicules aériens sans pilote
L’application A³ Voom-on-demand pour la réservation en hélicoptère de A³.
L’autopilote VTOL avion Airbus A³ Vahana comme un taxi aérien, en parallèle, Airbus développe avec son antenne A³ basée en Californie un engin volant similaire mais autonome, qui a effectué son premier vol d'essai le 31 janvier 2018,.
Airbus développe également Pop.Up, un concept de voiture volante.
Pour le CityAirbus, une étude de  faisabilité a confirmé les coûts d’exploitation de la conception et la conformité aux exigences de sécurité en 2015. Le test complet du groupe motopropulseur avec les doubles hélices opposées a été achevé en octobre 2017. À la suite de l’approbation commerciale de l’Agence européenne de la sécurité aérienne (EASA), ciblée pour 2023, le déploiement commercial est prévu pour 2025. Le système de propulsion est développé par la filiale E-Aircraft Systems d'Airbus.
En décembre 2017, l'assemblage du prototype a eu terminé et l'appareil est mis sous tension électrique. Le Iron Bird, un stand de test de sol entièrement électronique, a été achevé à Taufkirchen, en Bavière. Il teste les composants d’entraînement, le contrôle de vol et la charge dynamique sur la cellule. Les premiers composants du démonstrateur de vol ont déjà été fabriqués par Airbus Helicopters. Les premiers vols, d’abord sans pilote, puis habités, sont prévus en 2019.
Le 11 mars 2019, Airbus a présenté le modèle CityAirbus au public sur la place de l’hôtel de ville d’Ingolstadt, Bavière.
Le premier vol sans pilote s'est déroulé sous forme d'un "saut attaché" destiné à évaluer les performances du système propulsif ainsi que des commandes de vol le 3 mai 2019 a Donauwörth.
Le 17 mai 2019, pour développer le transport urbain aérien en Ile-de-France, Airbus et RATP ont signé un partenariat. Le trajet au kilomètre ne coûtera que 2 euros.
Le premier vol libre, sans pilote, de cinq minutes à deux mètres au-dessus du sol a lieu le 21 décembre 2019.

## Construction

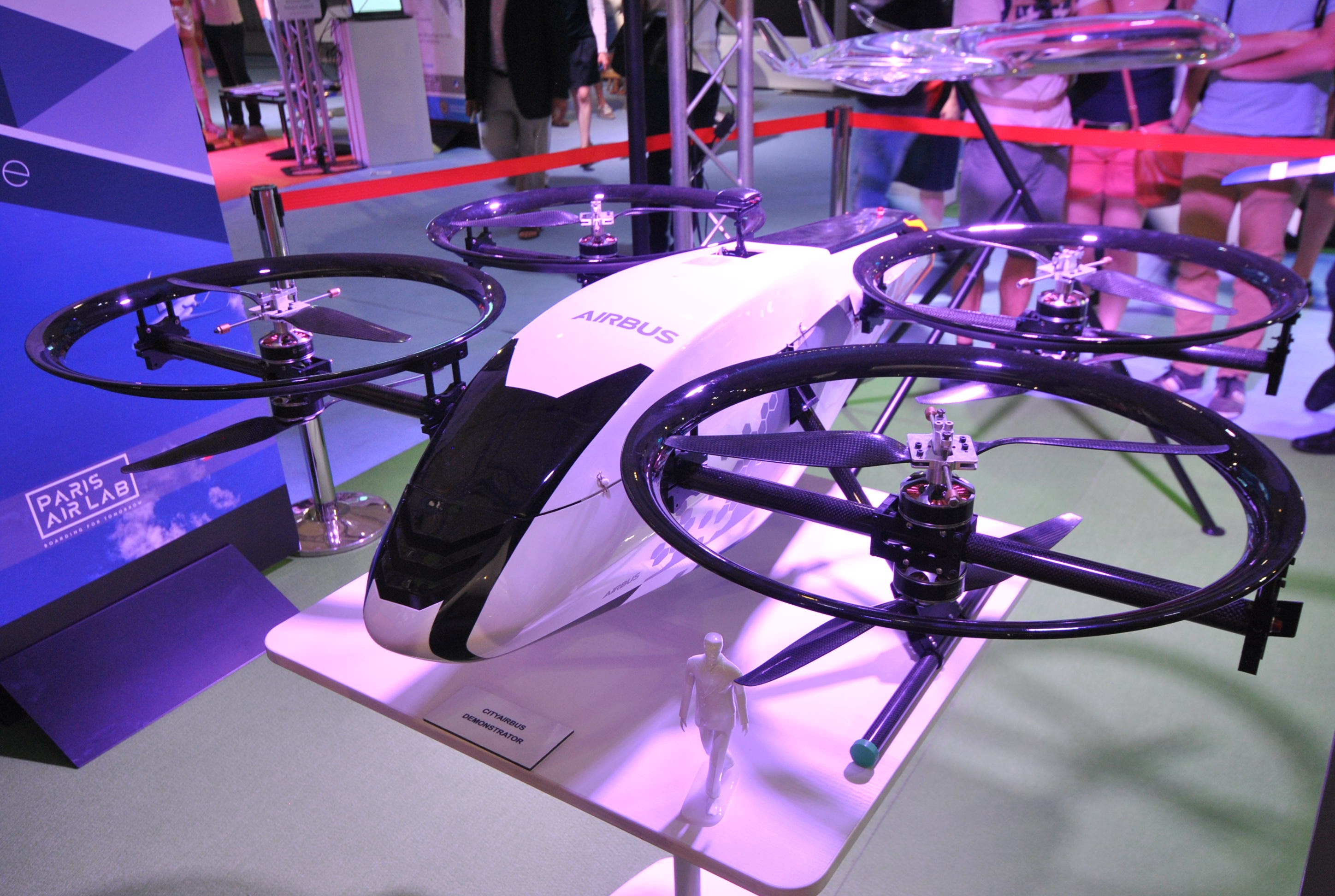
Paris Air Show 2017

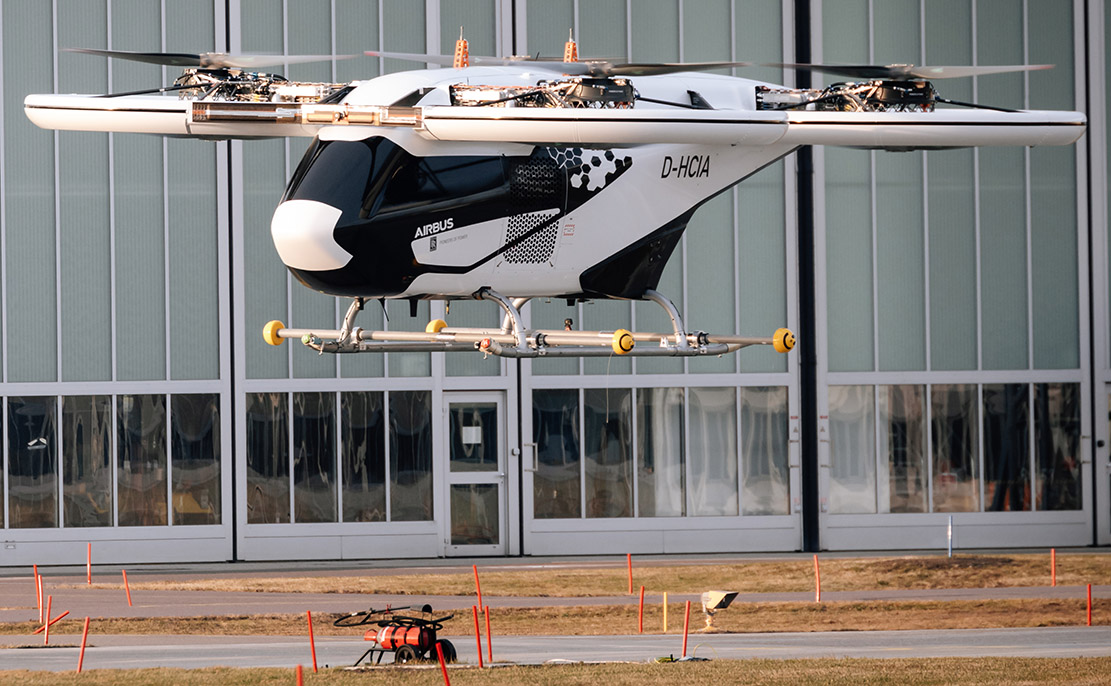
CityAirbus, lors d'un vol d'essai le 20 janvier 2020

L'entrainement de l'hélicoptère à huit rotors (multicoptère) est logé dans quatre nacelles à entrainement fixe, dans lesquelles se trouvent deux hélices coaxiales à contre-rotation d'un diamètre de 2,80 m.
L'hélice inférieure de chaque nacelle a une coque, tandis que la supérieure tourne librement dans le flux d'air. Cette conception a été choisie pour une faible résistance à l'air, qui serait considérablement plus élevée si elle était entièrement encapsulée. Les hélices solides sont alimentées directement par huit moteurs électriques de type SP200D de Siemens. La commande de vol s'effectue, comme d'habitude avec les multicoptères, via des modifications de la vitesse des hélices individuelles. La conception constructive du système contribue à la sécurité et à une faible empreinte acoustique.
Le CityAirbus transportera quatre passagers, initialement avec un pilote, contrôlé ultérieurement de manière autonome.
Le système global comprend une station au sol qui surveille les vols avec un système de gestion du trafic aérien (administration / contrôle du trafic aérien). Comme il n’existe actuellement des règlementations de l’aviation à ce sujet jusqu’à présent, ils sont développés conjointement avec les autorités compétentes en matière de réception.

## Utilisation
Les batteries seraient à remplacer une à deux fois par an, et nécessiteraient 30 à 60 minutes pour être rechargées.
Le CityAirbus aurait une tolérance de panne lui permettant d'atterrir malgré la perte d'un propulseur, d'un moteur, d'une batterie ou d'une collision avec un oiseau.

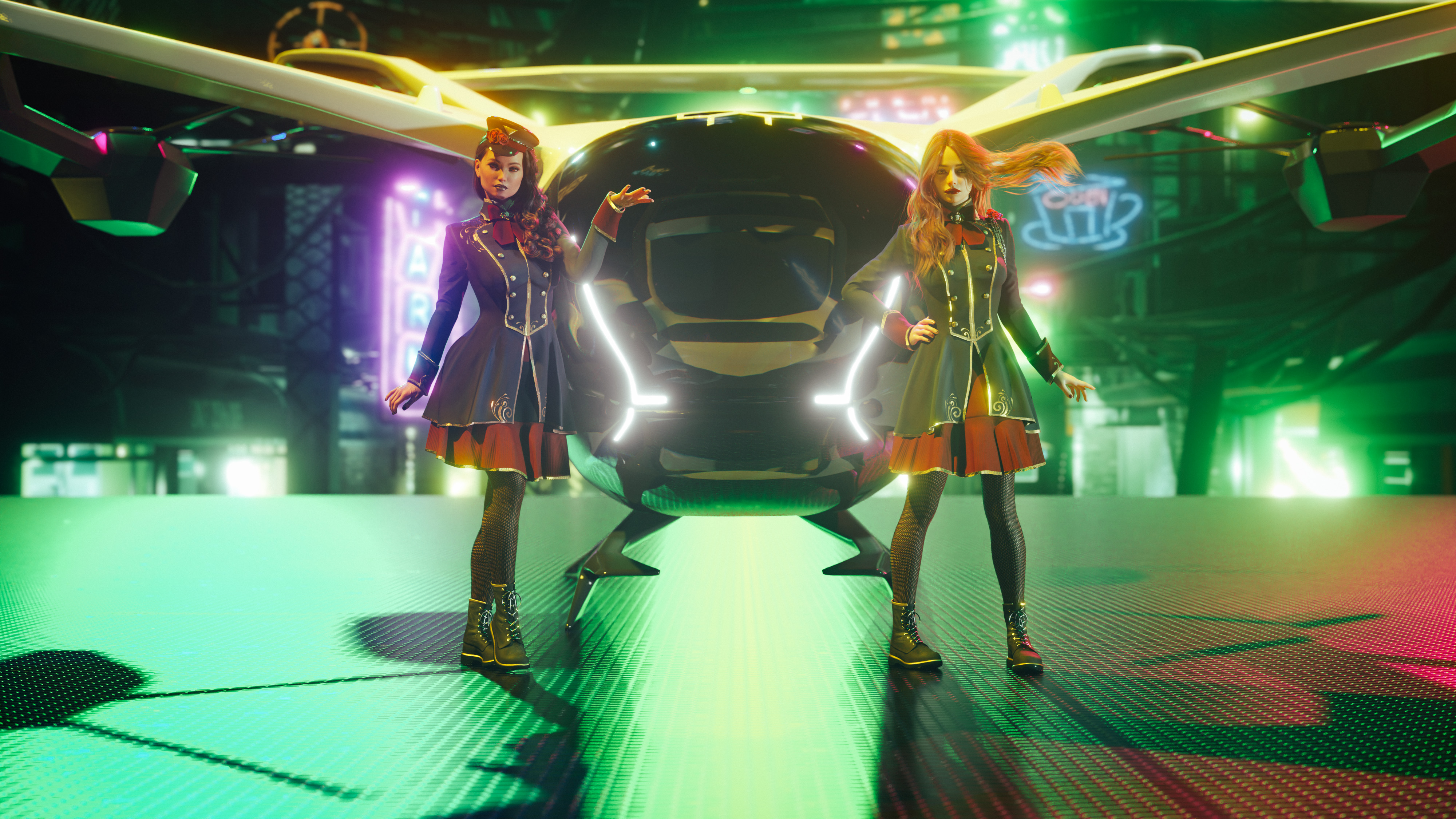
Vue d'artiste 3D CityAirbus Nextgen Futuriste

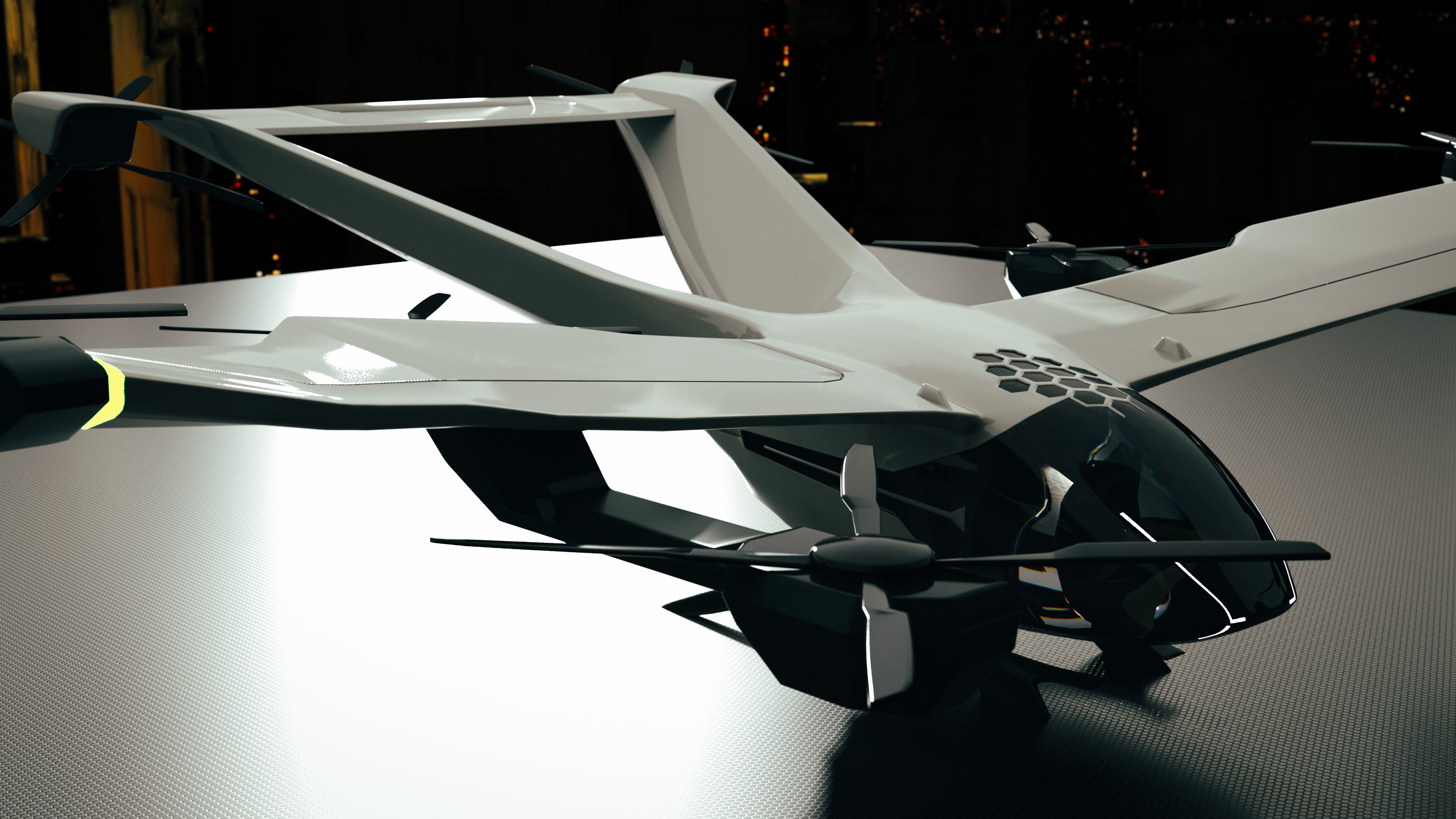
Vue d'artiste 3D CityAirbus Nextgen

Le bruit serait moins important que pour un hélicoptère en raison de la vitesse de rotation inférieur de ses pales (120 mètres par seconde contre 210 mètres par seconde pour un hélicoptère).
Établir un nouveau type de service de taxi plus rapide et contourne le vol plié.

## Types similaires
- Volocopter

## Développements connexes
- Airbus A³ Vahana
- Boeing NeXt
- Ehang
- Lilium Jet